# Kolkonjärvi (sjö i Norra Österbotten)
Kolkonjärvi är en sjö i Finland. Den ligger i kommunen Taivalkoski i landskapet Norra Österbotten, i den nordöstra delen av landet, 600 km norr om huvudstaden Helsingfors. Kolkonjärvi ligger 234,2 meter över havet. Arean är 1,34 kvadratkilometer och strandlinjen är 9,93 kilometer lång. Sjön  ingår i Ijo älvs huvudavrinningsområde. 